# 曾匀
曾匀（英語：Paul Tseng；1959年9月21日—）是一位美国华人数学家。

## 生平
出生于台湾新竹，2009年8月到中国云南丽江市出席一个国际数学年会前在金沙江上划皮艇时失踪，并被推定为已死亡。